# Elena Sironi
Elena Sironi (Milano, 18 febbraio 1961) è una politica italiana.

## Biografia
Nata nel 1961 a Milano, dove si diploma al liceo linguistico, si laurea in giurisprudenza (con una tesi in diritto industriale) e si specializza in diritto ed economia delle Comunità europee presso l’università degli studi statale, dopo gli studi intraprende la carriera di avvocato civilista e di mediatore civile e commerciale.
Dal 2001 è libera professione forense.

### Attività politica
Alle elezioni amministrative del 2016 a Milano è stata eletta consigliera municipale al Municipio 4 di Milano, incarico che mantiene fino al 2021.
Alle elezioni amministrative del 2021 a Milano segue personalmente la formazione della lista e la stesura del programma elettorale, oltre ad essere candidata come capolista al consiglio comunale.
A luglio 2022 è stata eletta al Consiglio Nazionale del Movimento 5 Stelle quale Delegata per la Circoscrizione Nord.
Alle elezioni politiche del 2022 si candida al Senato della Repubblica, tra le liste del Movimento 5 Stelle nel collegio plurinominale Lombardia 2, dove viene eletta. Nel corso della XIX legislatura è componente della 8ª Commissione Ambiente, transizione ecologica, energia, lavori pubblici, comunicazioni, innovazione tecnologica a Palazzo Madama.